# A Real Madrid CF 2015–2016-os szezonja
A Real Madrid CF 2015–2016-os szezonja a csapat 112. idénye volt fennállása óta, sorozatban a 85. a spanyol első osztályban. A szezon 2015. július 1-jén kezdődött és 2016. június 30-án ért véget.

## Mezek
Gyártó: Adidas/
mezszponzor: Emirates
| Hazai | Vendég | Harmadik |

## Átigazolások

### Érkezők
| Mezszám | Poz. | Nemzet  | Név                            | Kor | EU          | Honnan        | Szerződés megnevezése    | Átigazolási időszak | Szerződés vége | Átigazolás összege | Forrás |
| ------- | ---- | ------- | ------------------------------ | --- | ----------- | ------------- | ------------------------ | ------------------- | -------------- | ------------------ | ------ |
| 13      | K    | spanyol | Kiko Casilla                   | 28  | EU          | Espanyol      | Átigazolás               | Nyár                | 2020           | 6M €               | [ 1 ]  |
| 14      | KP   | brazil  | Casemiro                       | 23  | EU-n kívüli | Porto         | Lejárt a szerződése      | Nyár                | 2017           | ingyen             | [ 2 ]  |
| 16      | KP   | horvát  | Mateo Kovačić                  | 21  | EU          | Inter         | Átigazolás               | Nyár                | 2021           | 29M €              | [ 3 ]  |
| 18      | KP   | spanyol | Lucas Vázquez                  | 24  | EU          | Espanyol      | Visszavásárlás           | Nyár                | 2020           | 1M €               | [ 4 ]  |
| 21      | KP   | orosz   | Gyenyisz Dmitrijevics Cserisev | 24  | EU          | Villarreal    | Lejárt a szerződése      | Nyár                | 2021           | ingyen             |        |
| 23      | V    | brazil  | Danilo                         | 23  | EU-n kívüli | Porto         | Átigazolás               | Nyár                | 2021           | 31.5M €            | [ 5 ]  |
| 31      | K    | spanyol | Rubén Yáñez                    | 21  | EU          | RM Castilla   | Utánpótlásból került fel | Nyár                | 2016           | ingyen             |        |
|         | KP   | spanyol | Marco Asensio                  | 19  | EU          | Mallorca      | Átigazolás               | Nyár                | 2021           | 3.5M €             | [ 6 ]  |
|         | KP   | spanyol | Jesús Vallejo                  | 18  | EU          | Real Zaragoza | Átigazolás               | Nyár                | 2021           | 5M €               | [ 7 ]  |

Összes kiadás: 83.5M €

### Távozók
| Mezszám | Poszt | Nemzet   | Név                            | Kor | EU          | Hová              | Ár                  | jegyzet |
| ------- | ----- | -------- | ------------------------------ | --- | ----------- | ----------------- | ------------------- | ------- |
| 1       | K     | spanyol  | Iker Casillas                  | 34  | EU          | Porto             | ingyen              | [ 8 ]   |
| 5       | V     | portugál | Fábio Coentrão                 | 27  | EU          | Monaco            | kölcsönbe           | [ 9 ]   |
| 6       | V     | német    | Sami Khedira                   | 28  | EU          | Juventus          | ingyen              | [ 10 ]  |
| 14      | Cs    | mexikó   | Javier Hernández               | 27  | EU-n kívüli | Manchester United | lejárt a szerződése | [ 11 ]  |
| 16      | KP    | brazil   | Lucas Silva                    | 22  | EU-n kívüli | Marseille         | 650K €              | [ 12 ]  |
| 24      | KP    | spanyol  | Asier Illarramendi             | 25  | EU          | Real Sociedad     | 15M €               |         |
| 25      | K     | spanyol  | Fernando Pacheco               | 23  | EU          | Alavés            | ingyen              | [ 13 ]  |
|         | KP    | spanyol  | Marco Asensio                  | 19  | EU          | Espanyol          | Kölcsönbe           | [ 14 ]  |
|         | V     | spanyol  | Jesús Vallejo                  | 18  | EU          | Real Zaragoza     | Kölcsönbe           | [ 15 ]  |
|         | KP    | orosz    | Gyenyisz Dmitrijevics Cserisev | 25  | EU          | Real Zaragoza     | Kölcsönbe           | [ 16 ]  |

Összes bevétel:  15.65M €

netes bevétel: 67.85M €

## Áttekintés
2016. május 28-án frissítve
| La Liga         | 38  | 28 | 06 | 04 | 110 – 34 | +76 | 73.68  | 1. forduló   | 2. helyezett | 2015. augusztus 23.  | 2016. május 14.   |  |          |    |    |    |    |          |      |       |  |  |  |  |  |
| Spanyol kupa    | 01  | 01 | 0  | 0  | 3 – 01   | +2  | 100.00 | (legjobb 32) | (legjobb 32) | 2015. december 2.    | 2015. december 2. |  |          |    |    |    |    |          |      |       |  |  |  |  |  |
| Bajnokok ligája | 013 | 09 | 03 | 01 | 28 – 06  | +22 | 69.23  | Csoportkör   | Győztes      | 2015. szeptember 15. | 2016. május 28.   |  | Összesen | 52 | 38 | 09 | 05 | 141 – 41 | +100 | 73.08 |  |  |  |  |  |

| Összesen | Összesen | Összesen | Összesen | Összesen | Összesen | Összesen | Otthon | Otthon | Otthon | Otthon | Otthon | Otthon | Idegenben | Idegenben | Idegenben | Idegenben | Idegenben | Idegenben |  |
| M        | GY       | D        | V        | LG–KG    | GK       | P        | M      | GY     | D      | V      | LG–KG  | GK     | M         | GY        | D         | V         | LG–KG     | GK        |  |
| -------- | -------- | -------- | -------- | -------- | -------- | -------- | ------ | ------ | ------ | ------ | ------ | ------ | --------- | --------- | --------- | --------- | --------- | --------- |  |
| 38       | 28       | 6        | 4        | 110–34   | +76      | 90       | 19     | 16     | 1      | 2      | 70–16  | +54    | 19        | 12        | 5         | 2         | 40–18     | +22       |  |

## LA Liga
Győzelem
      Döntetlen
      Vereség
| Forduló | Ellenfél        | H/V | Eredmény |
| ------- | --------------- | --- | -------- |
| 1       | Gijón           | V   | 0–0      |
| 2       | Betis           | H   | 5–0      |
| 3       | Espanyol        | V   | 0–6      |
| 4       | Granada         | H   | 1–0      |
| 5       | At. Bilbao      | V   | 1–2      |
| 6       | Málaga          | H   | 0–0      |
| 7       | Atlético Madrid | V   | 1–1      |
| 8       | Levante         | H   | 3–0      |
| 9       | Celta Vigo      | V   | 1–3      |
| 10      | Las Palmas      | H   | 3–1      |
| 11      | Sevilla         | V   | 3–2      |
| 12      | Barcelona       | H   | 0–4      |
| 13      | Eibar           | V   | 0–2      |
| 14      | Getafe          | H   | 4–1      |
| 15      | Villarreal      | V   | 1–0      |
| 16      | Rayo Vallecano  | H   | 10–2     |
| 17      | Real Sociedad   | H   | 3–1      |
| 18      | Valencia        | V   | 2–2      |
| 19      | Deportivo       | H   | 5–0      |

| Forduló | Ellenfél        | H/V | Eredmény |
| ------- | --------------- | --- | -------- |
| 20      | Gijón           | H   | 5–1      |
| 21      | Real Betis      | V   | 1–1      |
| 22      | Español         | H   | 6–0      |
| 23      | Granada         | V   | 1–2      |
| 24      | At. Bilbao      | H   | 4–2      |
| 25      | Málaga          | V   | 1–1      |
| 26      | Atlético Madrid | V   | 0–1      |
| 27      | Levante         | V   | 1–3      |
| 28      | Celta Vigo      | H   | 7–1      |
| 29      | Las Palmas      | V   | 1–2      |
| 30      | Sevilla         | H   | 4–0      |
| 31      | Barcelona       | V   | 1–2      |
| 32      | Eibar           | H   | 4–0      |
| 33      | Getafe          | V   | 1–5      |
| 34      | Villarreal      | H   | 3–0      |
| 35      | Rayo Vallecano  | V   | 2–3      |
| 36      | Real Sociedad   | V   | 0–1      |
| 37      | Valencia        | H   | 3–2      |
| 38      | Deportivo       | V   | 0–2      |

## Bajnokok ligája
| 2016. május 28. 20:45 (CEST) |

| Real Madrid                        | 1–1 (h. u.)                 | Atlético de Madrid           |
| ---------------------------------- | --------------------------- | ---------------------------- |
| Ramos 15'                          | (1–0, 1–1, 1–1) Jegyzőkönyv | Carrasco 79'                 |
| Büntetőpárbaj                      |                             |                              |
| Vázquez Marcelo Bale Ramos Ronaldo | 5–3                         | Griezmann Gabi Saúl Juanfran |

| San Siro, Milánó Nézőszám: 71 942 Játékvezető: Mark Clattenburg (angol) |

| GK              | 1  | Keylor Navas       | 47'   |     |
| RB              | 15 | Daniel Carvajal    | 11'   | 52' |
| CB              | 4  | Sergio Ramos (csk) | 90+3' |     |
| CB              | 3  | Pepe               | 112'  |     |
| LB              | 12 | Marcelo            |       |     |
| DM              | 14 | Casemiro           | 79'   |     |
| RM              | 19 | Luka Modrić        |       |     |
| LM              | 8  | Toni Kroos         |       | 72' |
| RF              | 11 | Gareth Bale        |       |     |
| CF              | 9  | Karim Benzema      |       | 77' |
| LF              | 7  | Cristiano Ronaldo  |       |     |
| Cserék:         |    |                    |       |     |
| GK              | 13 | Kiko Casilla       |       |     |
| DF              | 6  | Nacho              |       |     |
| DF              | 23 | Danilo             | 93'   | 52' |
| MF              | 10 | James Rodríguez    |       |     |
| MF              | 18 | Lucas Vázquez      |       | 77' |
| MF              | 22 | Isco               |       | 72' |
| FW              | 20 | Jesé Rodríguez     |       |     |
| Edző:           |    |                    |       |     |
| Zinédine Zidane |    |                    |       |     |

| GK            | 13 | Jan Oblak                 |       |      |
| RB            | 20 | Juanfran                  |       |      |
| CB            | 15 | Stefan Savić              |       |      |
| CB            | 2  | Diego Godín               |       |      |
| LB            | 3  | Filipe Luís               |       | 109' |
| RM            | 17 | Saúl                      |       |      |
| CM            | 14 | Gabi (csk)                | 90+3' |      |
| CM            | 12 | Augusto Fernández         |       | 46'  |
| LM            | 6  | Koke                      |       | 116' |
| SS            | 7  | Antoine Griezmann         |       |      |
| CF            | 9  | Fernando Torres           | 61'   |      |
| Cserék:       |    |                           |       |      |
| GK            | 1  | Miguel Ángel Moyà         |       |      |
| DF            | 19 | Lucas Hernández           |       | 109' |
| DF            | 24 | José María Giménez        |       |      |
| MF            | 5  | Tiago Mendes              |       |      |
| MF            | 21 | Yannick Ferreira Carrasco |       | 46'  |
| MF            | 22 | Thomas Partey             |       | 116' |
| FW            | 16 | Ángel Correa              |       |      |
| Edző:         |    |                           |       |      |
| Diego Simeone |    |                           |       |      |

| A mérkőzés játékosa: Sergio Ramos (Real Madrid) |

| Asszisztensek: Simon Beck (angol) Jake Collin (angol) Anthony Taylor (angol) Andre Marriner (angol) Negyedik játékvezető: Kassai Viktor (magyar) Tartalék játékvezető: Stuart Burt (angol) | Szabályok - 90 perc játékidő. - 30 perc hosszabbítás, ha szükséges. - Büntetőpárbaj, ha szükséges. - Hét megnevezett cserejátékos. - Maximum három cserejátékos. |

## Góllövőlista
| #        | Játékos                        | Poszt    | La Liga | Kupa | BL | összesen |
| -------- | ------------------------------ | -------- | ------- | ---- | -- | -------- |
| 1        | Cristiano Ronaldo              | CS       | 35      | 0    | 16 | 51       |
| 2        | Karim Benzema                  | CS       | 24      | 0    | 4  | 28       |
| 3        | Gareth Bale                    | CS       | 19      | 0    | 0  | 19       |
| 4        | James Rodríguez                | KP       | 7       | 0    | 1  | 8        |
| 5        | Jesé                           | CS       | 5       | 0    | 1  | 6        |
| 6        | Isco                           | KP       | 3       | 2    | 0  | 5        |
| 7        | Lucas Vázquez                  | CS       | 4       | 0    | 0  | 4        |
| 8        | Luka Modrić                    | KP       | 3       | 0    | 1  | 3        |
| 8        | Sergio Ramos                   | V        | 2       | 0    | 1  | 3        |
| 10       | Danilo                         | V        | 2       | 0    | 0  | 2        |
| 10       | Marcelo                        | V        | 2       | 0    | 0  | 2        |
| 12       | Dani Carvajal                  | V        | 0       | 0    | 1  | 1        |
| 12       | Casemiro                       | KP       | 1       | 0    | 0  | 1        |
| 12       | Gyenyisz Dmitrijevics Cserisev | KP       | 0       | 1    | 0  | 1        |
| 12       | Mateo Kovačić                  | KP       | 0       | 0    | 1  | 1        |
| 12       | Toni Kroos                     | KP       | 1       | 0    | 0  | 1        |
| 12       | Nacho                          | V        | 0       | 0    | 1  | 1        |
| 12       | Pepe                           | V        | 1       | 0    | 0  | 1        |
| Öngólok  | Öngólok                        | Öngólok  | 1       | 0    | 1  | 2        |
| Összesen | Összesen                       | Összesen | 110     | 3    | 28 | 141      |

## Lapok
2016. május 28-án frissítve
| #        | Nemz.         | Játékos                        | Poszt       | La Liga   | La Liga                              | La Liga   | BL        | BL                                   | BL        | CdR       | CdR                                  | CdR       | Egyéb     | Egyéb                                | Egyéb     | Összesen  | Összesen                             | Összesen  |
| #        | Nemz.         | Játékos                        | Poszt       | Sárga lap | sárga lap · 2. sárga lap · kiállítva | kiállítva | Sárga lap | sárga lap · 2. sárga lap · kiállítva | kiállítva | Sárga lap | sárga lap · 2. sárga lap · kiállítva | kiállítva | Sárga lap | sárga lap · 2. sárga lap · kiállítva | kiállítva | Sárga lap | sárga lap · 2. sárga lap · kiállítva | kiállítva |
| -------- | ------------- | ------------------------------ | ----------- | --------- | ------------------------------------ | --------- | --------- | ------------------------------------ | --------- | --------- | ------------------------------------ | --------- | --------- | ------------------------------------ | --------- | --------- | ------------------------------------ | --------- |
| 4        | Spanyolország | Sergio Ramos                   | hátvéd      | 7         | 2                                    | 0         | 3         | 0                                    | 0         | 0         | 0                                    | 0         | 0         | 0                                    | 0         | 10        | 2                                    | 0         |
| 14       | Brazília      | Casemiro                       | középpályás | 6         | 0                                    | 0         | 3         | 0                                    | 0         | 0         | 0                                    | 0         | 0         | 0                                    | 0         | 9         | 0                                    | 0         |
| 4        | Spanyolország | Dani Carvajal 15               | hátvéd      | 6         | 0                                    | 0         | 3         | 0                                    | 0         | 0         | 0                                    | 1         | 0         | 0                                    | 0         | 9         | 0                                    | 0         |
| 23       | Spanyolország | Danilo                         | hátvéd      | 6         | 0                                    | 0         | 2         | 0                                    | 0         | 0         | 0                                    | 0         | 0         | 0                                    | 0         | 8         | 0                                    | 0         |
| 3        | Portugália    | Pepe                           | hátvéd      | 5         | 0                                    | 0         | 2         | 0                                    | 0         | 0         | 0                                    | 0         | 0         | 0                                    | 0         | 7         | 0                                    | 0         |
| 16       | Horvátország  | Mateo Kovačić                  | Középpályás | 5         | 0                                    | 1         | 1         | 0                                    | 0         | 0         | 0                                    | 0         | 2         | 0                                    | 0         | 6         | 0                                    | 1         |
| 2        | Franciaország | Raphaël Varane                 | hátvéd      | 4         | 1                                    | 0         | 1         | 0                                    | 0         | 0         | 0                                    | 0         | 0         | 0                                    | 0         | 5         | 1                                    | 0         |
| 6        | Spanyolország | Nacho                          | Hátvéd      | 5         | 0                                    | 0         | 0         | 0                                    | 0         | 0         | 0                                    | 0         | 0         | 0                                    | 0         | 5         | 0                                    | 0         |
| 18       | Spanyolország | Lucas Vázquez                  | Középpályás | 3         | 0                                    | 0         | 2         | 0                                    | 0         | 0         | 0                                    | 0         | 0         | 0                                    | 0         | 5         | 0                                    | 0         |
| 19       | Horvátország  | Luka Modrić                    | Középpályás | 5         | 0                                    | 0         | 0         | 0                                    | 0         | 0         | 0                                    | 0         | 0         | 0                                    | 0         | 5         | 0                                    | 0         |
| 22       | Spanyolország | Isco                           | Középpályás | 2         | 0                                    | 1         | 1         | 0                                    | 0         | 0         | 0                                    | 0         | 0         | 0                                    | 0         | 3         | 0                                    | 1         |
| 7        | Portugália    | Cristiano Ronaldo              | Csatár      | 2         | 0                                    | 0         | 1         | 0                                    | 0         | 0         | 0                                    | 0         | 0         | 0                                    | 0         | 3         | 0                                    | 0         |
| 8        | Németország   | Toni Kroos                     | Középpályás | 3         | 0                                    | 0         | 0         | 0                                    | 0         | 0         | 0                                    | 0         | 1         | 0                                    | 0         | 3         | 0                                    | 0         |
| 12       | Brazília      | Marcelo                        | hátvéd      | 3         | 0                                    | 0         | 0         | 0                                    | 0         | 0         | 0                                    | 0         | 0         | 0                                    | 0         | 3         | 0                                    | 0         |
| 1        | Costa Rica    | Keylor Navas                   | kapus       | 0         | 0                                    | 0         | 2         | 0                                    | 0         | 0         | 0                                    | 0         | 0         | 0                                    | 0         | 2         | 0                                    | 0         |
| 11       | Wales         | Gareth Bale                    | Csatár      | 1         | 0                                    | 0         | 1         | 0                                    | 0         | 0         | 0                                    | 0         | 0         | 0                                    | 0         | 2         | 0                                    | 0         |
| 9        | Franciaország | Karim Benzema                  | Csatár      | 1         | 0                                    | 0         | 0         | 0                                    | 0         | 0         | 0                                    | 0         | 0         | 0                                    | 0         | 1         | 0                                    | 0         |
| 10       | Kolumbia      | James Rodríguez                | középpályás | 0         | 0                                    | 0         | 1         | 0                                    | 0         | 0         | 0                                    | 0         | 0         | 0                                    | 0         | 1         | 0                                    | 0         |
| 17       | Spanyolország | Álvaro Arbeloa                 | Hátvéd      | 1         | 0                                    | 0         | 0         | 0                                    | 0         | 0         | 0                                    | 0         | 0         | 0                                    | 0         | 1         | 0                                    | 0         |
| 21       | Oroszország   | Gyenyisz Dmitrijevics Cserisev | középpályás | 0         | 0                                    | 0         | 1         | 0                                    | 0         | 0         | 0                                    | 0         | 0         | 0                                    | 0         | 1         | 0                                    | 0         |
| Összesen | Összesen      | Összesen                       | Összesen    | 65        | 3                                    | 2         | 25        | 0                                    | 0         | 0         | 0                                    | 0         | 0         | 0                                    | 0         | 90        | 3                                    | 2         |

## Végeredmény
| #   | Csapat                 | M  | GY | D  | V  | G+ – G– | GK  | P  | Megjegyzések       |
| --- | ---------------------- | -- | -- | -- | -- | ------- | --- | -- | ------------------ |
| 1.  | BarcelonaCV (B)        | 38 | 29 | 4  | 5  | 112–29  | +83 | 91 | BL–csoportkör      |
| 2.  | Real Madrid            | 38 | 28 | 6  | 4  | 110–34  | +76 | 90 | BL–csoportkör      |
| 3.  | Atlético Madrid        | 38 | 28 | 4  | 6  | 63–18   | +45 | 88 | BL–csoportkör      |
| 4.  | Villarreal             | 38 | 18 | 10 | 10 | 44–35   | +9  | 64 | BL–rájátszás       |
| 5.  | Athletic Bilbao        | 38 | 18 | 8  | 12 | 58–45   | +13 | 62 | EL–csoportkör      |
| 6.  | Celta Vigo             | 38 | 17 | 9  | 12 | 51–59   | −8  | 60 | EL–rájátszás       |
| 7.  | Sevilla                | 38 | 14 | 10 | 14 | 51–50   | +1  | 52 | EL–3. selejtezőkör |
| 8.  | Málaga                 | 38 | 12 | 12 | 14 | 38–35   | +3  | 48 |                    |
| 9.  | Real Sociedad          | 38 | 13 | 9  | 16 | 45–48   | −3  | 48 |                    |
| 10. | Real Betis             | 38 | 11 | 12 | 15 | 34–52   | −18 | 45 |                    |
| 11. | Las Palmas             | 38 | 12 | 8  | 18 | 45–53   | −8  | 44 |                    |
| 12. | Valencia               | 38 | 11 | 11 | 16 | 46–48   | −2  | 44 |                    |
| 13. | Espanyol               | 38 | 12 | 7  | 19 | 40–74   | −34 | 43 |                    |
| 14. | Eibar                  | 38 | 11 | 10 | 17 | 49–61   | −12 | 43 |                    |
| 15. | Deportivo de La Coruña | 38 | 8  | 18 | 12 | 45–61   | −16 | 42 |                    |
| 16. | Granada                | 38 | 10 | 9  | 19 | 46–69   | −23 | 39 |                    |
| 17. | Sporting Gijón         | 38 | 10 | 9  | 19 | 40–62   | −22 | 39 |                    |
| 18. | Rayo Vallecano (K)     | 38 | 9  | 11 | 18 | 52–73   | −21 | 38 | Segunda División   |
| 19. | Getafe (K)             | 38 | 9  | 9  | 20 | 38–67   | −29 | 36 | Segunda División   |
| 20. | Levante (K)            | 38 | 8  | 8  | 22 | 37–70   | −33 | 32 | Segunda División   |

Forrás: soccerway.com 
A rangsorolás alapszabályai: 1. összpontszám, 2. egymás elleni eredmények összpontszáma, 3. egymás elleni eredmények gólkülönbsége, 4. egymás elleni eredmények szerzett góljainak száma, 5. gólkülönbség, 6. szerzett gólok száma.
(B): Bajnokcsapat, (K): Kieső csapat, (F): Feljutó csapat, (I): Kupainduló, (R): A rájátszás győztese, (KGY): Kupagyőztes

## Külső hivatkozások
- Hivatalos weboldal